# Windpark Gau-Bickelheim
Der Windpark Gau-Bickelheim ist ein Windpark im deutschen Bundesland Rheinland-Pfalz. Er umfasst (Stand 2022) 22 Windkraftanlagen auf den Gemarkungen der rheinhessischen Ortsgemeinden Gau-Bickelheim, Gumbsheim, Eckelsheim, Wallertheim und Flonheim.

## Lage
Der Windpark befindet sich auf einer etwa Anhöhe auf Gau-Bickelheimer, Gumbsheimer, Eckelsheimer, Wallertheimer und Flonheimer Gebiet, auf maximal rund 200 m ü. NN. Die hügelige, waldarme Region ist durch Weinanbau geprägt und bereits seit den 1990er Jahren ein wichtiger Windkraftstandort. Durch das Gebiet führen zwei Hochspannungstrassen (380 kV und 110 kV), zur Einspeisung des im Windpark erzeugten Stroms dient das unmittelbar an der Trasse liegende Umspannwerk Wallertheim. Die Bundesautobahn 61 führt nördlich und östlich am Windparkgelände vorbei.

## Geschichte
Die ersten Anlagen entstanden 2005 auf Gau-Bickelheimer Gemarkung. Ausführendes Unternehmen bei der Projektierung war die Energiequelle GmbH, die bereits einige weitere Windparks in der Region Rheinhessen entwickelt hat. Der Genehmigungsantrag wurde am 17. Januar 2005 eingereicht und am 28. Juni positiv beschieden. Bereits im Dezember 2005 ging der Windpark ans Netz. Errichtet wurden dabei fünf Windkraftanlagen vom Typ ENERCON E-48. Diese besitzen bei einer Nabenhöhe von 75,6 m und einem Rotordurchmesser von 48 m eine Nennleistung von 800 kW. Betreiber ist die am 23. Juni 2005 ins Handelsregister eingetragene Windpark Gau-Bickelheim OHG.
Ab 2012 wurde der Windparkstandort stark erweitert, nachdem die Genehmigungen im Frühjahr und Sommer 2012 erteilt wurden. Der im benachbarten Wörrstadt ansässige Projektierer Juwi errichtete 16 Anlagen des Wismarer Herstellers Kenersys, Teil der indischen Kalyani Group. Die Anlagen vom Typ Kenersys K110 hatten eine Nennleistung von 2,4 MW bei einem Rotordurchmesser von 110 m. Es handelte sich um den größten Windpark in Deutschland, der mit Anlagen dieses seit 2016 nicht mehr existierenden Herstellers ausgestattet wurde. Einige weitere Kenersys-Anlagen befinden sich im nahegelegenen Windpark Schornsheim (5 Anlagen) und in Winterborn (1 Anlage).
Diese Anlagen wurden auf Hybridtürmen mit einer Nabenhöhe von 145 m errichtet. Die Türme wurden durch das Gemeinschaftsunternehmen Advanced Tower Systems (ATS) hergestellt, das auf einer Zusammenarbeit von Juwi mit der niederländischen MECAL B.V. gründet. Sie bestehen aus eckigen Betontürmen mit aufgesetztem, runden Stahlturm. Um die Anlagen besser harmonisch in die Landschaft einzufügen, wurden die unteren Abschnitte der Betontürme in Pastellfarben gestrichen. Der Bau der Windparkerweiterung begann im Sommer 2012. Die ersten Anlagen gingen bereits Ende 2012 ans Netz, im Sommer 2013 gingen auch die restlichen Anlagen in Betrieb. Die Betriebsführung der Anlagen obliegt der juwi Operations & Maintenance GmbH.
Im September 2019 wurde die Genehmigung für die Erweiterung des Windparks um eine weitere Windkraftanlage, diesmal wieder auf Gau-Bickelheimer Gemarkung, erteilt. Projektentwickler war hierbei die wiwi consult GmbH aus Mainz, die 2016 von Juwi-Mitgründer Matthias Willenbacher zusammen mit der Crowdfunding-Plattform WIWIN gegründet wurde. Errichtet wurde dabei eine Anlage des Typs ENERCON E-138 EP3 E2 mit einer Nabenhöhe von 131 m, einem Rotordurchmesser von 138 m und einer Nennleistung von 4,2 MW. Die ersten Bauarbeiten für diese Anlagen begannen im Oktober 2019, nach knapp einem Jahr Bauzeit wurde sie im März 2020 fertiggestellt und am 3. September ans Netz angeschlossen. Betreiber ist die Windrad Schwarzenberg GmbH & Co. KG. Der Betriebsführer Windhelfer GmbH aus 74426 Bühlerzell hat die kaufmännische und technische Betriebsführung der E-138 EP3|ENERCON E-138 EP3 E2 für die Betreibergesellschaft Windrad Schwarzenberg GmbH & Co. KG übernommen.

### Repowering
Die Kenersys-Anlagen erwiesen sich im Laufe ihrer Betriebszeit wiederholt als störanfällig. Am 10. Dezember 2018 kam es aufgrund eines Risses am Außenring des Blattlagers zum Abbruch eines Rotorblatts an einer der Anlagen. Vorsorglich wurden auch alle 15 weiteren Anlagen desselben Typs temporär stillgelegt. Aufgrund der Insolvenz des Herstellers Kenersys war es schwierig, an Ersatzteile zu gelangen. Der Projektierer wiwi-consult plante daher ein Repowering, bei dem die Kenersys-Anlagen schrittweise durch noch größere und leistungsstärkere Anlagen ersetzt werden sollen. Zunächst wurde der Anlagentyp V162-5.6MW des dänischen Herstellers Vestas beantragt, später folge eine Umplanung auf den Typ E-160 EP5 E3 mit 5,56 MW Nennleistung des deutschen Herstellers Enercon.
Das Repowering soll dabei in drei Phasen zwischen Sommer 2022 und Ende 2024 stattfinden: Zuerst wurden vier der Kenersys-Anlagen abgebaut, um an deren Stelle drei Enercon-Anlagen zu errichten.  Die ersten vier Türme wurden im März und April 2023 gesprengt. Es handelte sich um den höchsten bisher in Deutschland gesprengten Windkraftanlagenturm. Gondel und Rotorblätter der nur rund 10 Jahre alten Anlagen wurden vorher demontiert und werden in einem Windpark in Schweden wieder zum Einsatz kommen. Im Endausbau sollen die 16 Kenersys-Anlagen durch 18 Enercon-Anlagen ersetzt werden, womit neben der installierten Gesamtleistung auch die Anzahl der Anlagen im Windpark zunimmt.

## Anlagen
| Typ                  | Anzahl | Leistung (kW) | Baujahr   | Nabenhöhe (m) | Rotordurchmesser (m) | Gesamthöhe (m) | Bemerkungen                          |
| -------------------- | ------ | ------------- | --------- | ------------- | -------------------- | -------------- | ------------------------------------ |
| ENERCON E-48         | 5      | 800           | 2005      | 75,6          | 48                   | 99,6           |                                      |
| Kenersys K110        | 4      | 2.400         | 2012–2013 | 145           | 110                  | 200            | Abgebaut März/April 2023             |
| Kenersys K110        | 12     | 2.400         | 2012–2013 | 145           | 110                  | 200            | Abbau für Ende 2023 bis 2024 geplant |
| ENERCON E-138 EP3 E2 | 1      | 4.200         | 2020      | 131           | 138                  | 200            |                                      |
| ENERCON E-160 EP5 E3 | 3      | 5.560         | 2023      | 166           | 160                  | 246            |                                      |
| ENERCON E-160 EP5 E3 | 15     | 5.560         | 2024      | 166           | 160                  | 246            | in Bau / Planung                     |